# Vasílis Paleokóstas
Vasílis Paleokóstas (en grec moderne : Βασίλης Παλαιοκώστας), né le 17 mai 1966 à Moschófyto dans le district régional de Trikala, est un braqueur de banque grec et fugitif connu sous le nom de « Robin des Bois grec » pour son habitude de donner l'argent volé aux pauvres.
Il s'est évadé à deux reprises en hélicoptère de la prison grecque de haute sécurité de Korydallós alors qu'il purgeait une peine de 25 ans de prison. Il est encore aujourd'hui en liberté.
Par ailleurs, il est l'auteur d'une autobiographie intitulée A Normal Life, publiée en novembre 2021 par Freedom Press.